# صالح صماد
صالح علی صَمّاد (به عربی: صالح علي الصَّمّاد) (۱ ژانویهٔ ۱۹۷۹ سحار، یمن – ۱۹ آوریل ۲۰۱۸ یمن) یک سیاست‌مدار اهل یمن و عضو جنبش انصارالله بود؛ وی همچنین رئیس شورای عالی سیاسی بود که توسط جنبش انصارالله و حزب کنگره مردمی در ۲۸ ژوئیه ۲۰۱۶ تشکیل شد.
صالح صماد طی حملهٔ جنگنده‌های ائتلاف سعودی در سال ۱۳۹۷ (۲۰۱۸ میلادی) کشته شد.

## زندگی
صالح صماد در سال ۱۹۷۹ در منطقه بنی معاذ از توابع شهرستان سحار در استان صعده (شمال یمن) متولد شد، وی پس از فارغ‌التحصیل شدن از دانشگاه صنعا، به عنوان مدرس در مدرسه عبدالله بن مسعود در صعده مشغول به کار شد.
وی مسئول سابق سیاسی جنبش انصارالله در استان تعز بود که اواخر مرداد ماه سال ۱۳۹۵ شمسی در اولین نشست شورای عالی سیاسی به‌عنوان رئیس این شورا منصوب شد. نام صماد در فهرست ۵۵ نفری تحت پیگرد رژیم سابق یمن قرار داشت.
صالح صماد، از آغاز سومین جنگ از جنگ‌های شش‌گانه، جنبش انصارالله را در نبرد با رژیم یمن همراهی کرد، وی پس از سال ۲۰۱۱ مسئولیت ریاست دفتر سیاسی جنبش انصارالله را به دست گرفت، و در ۲۴ سپتامبر ۲۰۱۴ نیز به عنوان مشاور سیاسی رئیس‌جمهور (سه روز پس از ورود انصارالله به صنعا) تعیین شد.
صالح صماد در ۶ آگوست ۲۰۱۶، رئیس شورای عالی سیاسی شد و کار خود را در این منصب، پس از ادای سوگند در مجلس نمایندگان (در ۱۴ اوت ۲۰۱۶) آغاز کرد.
وی در ۱۹ آوریل ۲۰۱۸، توسط جنگنده‌های ائتلاف به رهبری عربستان علیه یمن کشته شد.
عبدالمالک الحوثی، رهبر ارشد جنبش حوثی، اظهار داشت: ' نیروهای متجاوز، به رهبری آمریکا و عربستان سعودی، مسئولیت قانونی این جرم و تمام پیامدهای آن را به عهده دارند.

## دیدگاه‌ها در مورد صماد
حزب‌الله لبنان: صماد مردی استثنائی بود که مسئولیت را قبول و با شدیدترین تجاوز در منطقه مقابله کرد.